# One Franklin Square
One Franklin Square je neboder koji se nalazi u ulici 1301 K Street NW u američkom glavnom gradu Washingtonu. Zgrada ima 12 katova te je dovršena 1989. godine. Sa 64 metra je peta najviša građevina u gradu te najviša poslovna zgrada u Washingtonu.
Zgradu su konstruirale arhitektonske tvrtke Hartman-Cox Architects i The Dewberry Companies. Njezin vlasnik i upravitelj je tvrtka Hines Interests Limited Partnership.
One Franklin Square je važna zgrada u noveli Dana Browna, Izgubljeni simbol iz 2009. godine.

## Vanjske poveznice
- Emporis.com
- SkyScraperPage.com
- Structurae